# Martot
Martot és un municipi francès situat al departament de l'Eure i a la regió de Normandia. L'any 2007 tenia 499 habitants.

## Demografia

### Població
El 2007 la població de fet de Martot era de 499 persones. Hi havia 158 famílies de les quals 24 eren unipersonals (8 homes vivint sols i 16 dones vivint soles), 63 parelles sense fills, 59 parelles amb fills i 12 famílies monoparentals amb fills.
La població ha evolucionat segons el següent gràfic:
Habitants censats

### Habitatges
El 2007 hi havia 162 habitatges, 158 eren l'habitatge principal de la família, 1 era una segona residència i 3 estaven desocupats. 155 eren cases i 4 eren apartaments. Dels 158 habitatges principals, 130 estaven ocupats pels seus propietaris, 25 estaven llogats i ocupats pels llogaters i 4 estaven cedits a títol gratuït; 1 tenia una cambra, 5 en tenien dues, 21 en tenien tres, 38 en tenien quatre i 93 en tenien cinc o més. 125 habitatges disposaven pel capbaix d'una plaça de pàrquing. A 60 habitatges hi havia un automòbil i a 88 n'hi havia dos o més.

### Piràmide de població
La piràmide de població per edats i sexe el 2009 era:
| Homes | Edats   | Dones |
| ----- | ------- | ----- |
| 0     | 95 o +  | 12    |
| 0     | 90 a 94 | 4     |
| 4     | 85 a 89 | 8     |
| 0     | 80 a 84 | 4     |
| 8     | 75 a 79 | 8     |
| 8     | 70 a 74 | 0     |
| 12    | 65 a 69 | 20    |
| 0     | 60 a 64 | 0     |
| 20    | 55 a 59 | 12    |
| 8     | 50 a 54 | 20    |
| 20    | 45 a 49 | 20    |
| 24    | 40 a 44 | 16    |
| 12    | 35 a 39 | 24    |
| 24    | 30 a 34 | 16    |
| 12    | 25 a 29 | 4     |
| 12    | 20 a 24 | 16    |
| 12    | 15 a 19 | 20    |
| 8     | 10 a 14 | 12    |
| 16    | 5 a 9   | 16    |
| 8     | 0 a 4   | 4     |

## Economia
El 2007 la població en edat de treballar era de 287 persones, 212 eren actives i 75 eren inactives. De les 212 persones actives 200 estaven ocupades (107 homes i 93 dones) i 12 estaven aturades (3 homes i 9 dones). De les 75 persones inactives 33 estaven jubilades, 16 estaven estudiant i 26 estaven classificades com a «altres inactius».

### Ingressos
El 2009 a Martot hi havia 155 unitats fiscals que integraven 442,5 persones, la mediana anual d'ingressos fiscals per persona era de 20.681 €.

### Activitats econòmiques
Dels 13 establiments que hi havia el 2007, 2 eren d'empreses extractives, 1 d'una empresa de fabricació d'altres productes industrials, 1 d'una empresa de construcció, 3 d'empreses de comerç i reparació d'automòbils, 1 d'una empresa de transport, 1 d'una empresa financera, 1 d'una empresa immobiliària, 2 d'empreses de serveis i 1 d'una entitat de l'administració pública.
L'únic servei als particulars que hi havia el 2009 era una lampisteria.
L'any 2000 a Martot hi havia 9 explotacions agrícoles.

## Equipaments sanitaris i escolars
L'únic equipament sanitari que hi havia el 2009 era un hospital de tractaments de mitja durada (seguiment i rehabilitació).
El 2009 hi havia una escola elemental.

## Poblacions més properes
El següent diagrama mostra les poblacions més properes.